# منزل الأمير
منزل الأمير  (بالإيطالية: Misilmeri ميسيلميري)‏ هي مدينة إيطالية في مقاطعة بلرم في صقلية. تقع حوالي 15 كيلومترا (9 أميال) من بلرم واسمها مأخوذ من العربية ويعود تاريخها إلى الفتح الإسلامي لصقلية.

## السكان
في سنة 1861 بلغ عدد السكان 7٬460 نسمة، وتطور العدد ليصل في سنة 2011 لـ 27٬570 نسمة.
يظهر هذا المخطط البياني تطور النمو السكاني لـ ميسيلميري